# Harold Hecht
Harold Hecht (* 1. Juni 1907 in New York; † 26. Mai 1985 in Beverly Hills) war ein US-amerikanischer Filmproduzent.
Hecht begann als Choreograf und Tanzregisseur bei der Fox Film Corporation, so führte er in dem Musicalfilm Alles Schwindel! 1934 die Tanzregie. Zusammen mit dem Schauspieler Burt Lancaster und dem Produzenten James Hill führte er die Filmproduktionsfirma Hecht-Hill-Lancaster. Mit dieser waren sie unter anderem an den Kinofilmen Dein Schicksal in meiner Hand, U 23 – Tödliche Tiefen und Marty – für diesen erhielt Hecht als Produzent des Films einen Oscar für den besten Film – beteiligt. Ihre Produktionsfirma hatte einen Vertriebsvertrag mit dem Filmunternehmen United Artists.
Sein Sohn, Ernst Hecht, unterhält noch heute ein privates Familienarchiv über Harold Hecht.

## Filmografie (Auswahl)
- 1950: Der Rebell (The Flame and the Arrow)
- 1951: Frauenraub in Marokko (Ten Tall Men) – Regie: Willis Goldbeck
- 1952: Der rote Korsar (The Crimson Pirate) – Regie: Robert Siodmak
- 1954: Weißer Herrscher über Tonga (His Majesty O’Keefe) – Regie: Byron Haskin
- 1954: Massai (Apache) – Regie: Robert Aldrich
- 1954: Vera Cruz – Regie: Robert Aldrich
- 1955: Marty
- 1955: Der Mann aus Kentucky (The Kentuckian) – Regie: Burt Lancaster
- 1956: Trapez
- 1957: Die Junggesellenparty (The Bachelor Party)
- 1958: U 23 – Tödliche Tiefen (Run Silent, Run Deep)
- 1958: Getrennt von Tisch und Bett (Separate Tables)
- 1960: Denen man nicht vergibt (The Unforgiven) – Regie: John Huston
- 1961: Die jungen Wilden (The Young Savages)
- 1962: Taras Bulba
- 1964: Monsieur Cognac (Wild and Wonderful)
- 1964: Cat Ballou – Hängen sollst du in Wyoming (Cat Ballou) – Regie: Elliot Silverstein
- 1967: Der Weg nach Westen (The Way West) – Regie: Andrew V. McLaglen